# Espen Johnsen
Espen Johnsen (Kristiansand, 20 december 1979) is een voormalig betaald voetballer uit Noorwegen die speelde als doelman gedurende zijn carrière. Hij beëindigde zijn actieve loopbaan in 2009 bij Rosenborg BK.

## Interlandcarrière
Johnsen speelde in totaal 18 interlands voor het Noors voetbalelftal. Onder leiding van bondscoach Nils Johan Semb maakte hij zijn debuut op 22 mei 2003 in het oefenduel tegen Finland (2-0) in het Ullevaal Stadion in Oslo. Johnsen viel in die wedstrijd na 45 minuten in voor Frode Olsen.

## Erelijst
Rosenborg BK
- Noors landskampioen

2001, 2002, 2003, 2004, 2006, 2009
- Beker van Noorwegen

2003